# Harry Dickson (bande dessinée)

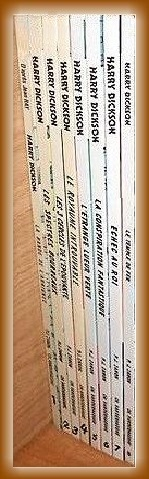
Harry Dickson en BD (Dargaud).

Le personnage de romans policiers Harry Dickson a été adapté en bande dessinée à partir de 1985, principalement chez Dargaud (10 albums), Soleil (13 albums) et Dupuis (2 albums à ce jour). Quatre équipes d'auteurs ont proposé leur version du personnage.

## Liste des albums

### ÉditionsArt et B.D.(diffusionDargaud) etDargaud
Série Harry Dickson
- scénario de Christian Vanderhaeghe, dessin de Pascal Zanon

1. La Bande de l'araignée
Édition originale : 46 planches soit 48 pages, couleurs de Topaze, 1986 (DL 01/1986)  (ISBN 2-87151-001-6)
Édition limitée : Tirage de tête, limité à 780 exemplaires numérotés et signés, sous emboîtage toilé, Dargaud, 1986 (DL 01/1986)
Réédition Dargaud, 4e plat différent (4 albums parus), 1995 (DL 05/1995)  Résumé : Des araignées en argent apparaissent mystérieusement sur le bureau de Harry nuit après nuit. L'explication viendra très vite avec Georgette Cuvelier, jeune femme venue annoncer la création de la bande de l'araignée, dont le but est de voler les riches et assassiner celles et ceux qui se dresseraient sur sa route.
2. Les Spectres bourreaux
Édition originale : 46 planches soit 48 pages, couleurs de Éric Terroir et Véronique Grobet, 1988 (DL 01/1988)  (ISBN 2-87151-005-9)
Édition limitée : Tirage de tête, limité à 970 exemplaires numérotés et signés, sous emboîtage toilé, Dargaud, 1988 (DL 01/1988)
Réédition, 1992 (DL 09/1992)
Réédition Dargaud, nouvelle couverture, 4e plat différent (5 albums parus), 1997
Édition limitée : Tirage de tête, limité à 250 exemplaires numérotés et signés, 1998 (DL 01/1998)
3. Les Trois Cercles de l'épouvante
Édition originale : 46 planches soit 48 pages, couleurs de Caméléon, 1990 (DL 09/1990)  (ISBN 2-87151-006-7)
Édition limitée : Tirage de tête, limité à 970 exemplaires numérotés et signés, sous emboîtage toilé, Dargaud, 1990 (DL 09/1990)
Réédition, 4e plat différent (5 albums parus), 1998
4. Le Royaume Introuvable
Édition originale : 46 planches soit 48 pages, 1994 (DL 05/1994)  (ISBN 2-87151-010-5)
Édition limitée : Tirage de tête, limité à 770 exemplaires numérotés et signés, sous emboîtage toilé, Dargaud, 1994 (DL 05/1994)
5.L'Étrange Lueur verte
Édition originale : 46 planches soit 48 pages, couleurs de Françoise Gabriel, 1997 (DL 01/1997)  (ISBN 2-87151-040-7)
Édition limitée : Tirage de tête, limité à 750 exemplaires numérotés et signés, avec un ex-libris, Dargaud, 1997 (DL 01/1997)
6. La Conspiration fantastique,
Édition originale : 46 planches soit 48 pages, couleurs de Françoise Gabriel, 1999 (DL 06/1999)  (ISBN 2-87151-015-6)
Édition limitée : Tirage de tête, limité à 470 exemplaires numérotés et signés, Dargaud, 1999 (DL 06/1999)
7. Échec au roi
Édition originale : 46 planches soit 48 pages, couleurs de Françoise Gabriel, 2002 (DL 01/2002)  (ISBN 2-87151-019-9)
Édition limitée : Tirage de tête, limité à 470 exemplaires numérotés et signés, Dargaud, 2002 (DL 01/2002)
8. Le Temple de fer
Édition originale : 46 planches soit 48 pages, couleurs de Françoise Gabriel, 2004 (DL 10/2004)  (ISBN 2-87151-099-7)
Édition limitée : Tirage de tête, 2004 (DL 10/2004)
- scénario de Christian Vanderhaeghe, dessin de Pascal Zanon et Philippe Chapelle, couleurs de Studio Leonardo

9. Les Gardiens du gouffre
Édition originale : 46 planches soit 48 pages, 2014 (09/2014)  (ISBN 978-2-87151-097-0)
Édition limitée : Tirage de tête, limité à 350 exemplaires + 10 exemplaires hors commerce, sur papier couché de 150 g, numérotés et signés, avec jaquette, 2014 (09/2014)
- scénario de Christian Vanderhaeghe, dessin de Philippe Chapelle, couleurs de Studio Leonardo

10. Les Gardiens du diable
Édition originale : 46 planches soit 48 pages, 2015 (DL 04/2015)  (ISBN 978-2-87151-093-2)
Édition limitée : Tirage de tête, limité à 299 exemplaires + 10 exemplaires hors commerce, sur papier couché de 150 g, numérotés et signés, avec jaquette, 2015 (DL 04/2015)
- scénario de Christian Vanderhaeghe, dessin de Renaud, couleurs de Studio Leonardo

11. Le Messager des dieux et le vol de l'Agneau mystique
Édition originale : 46 planches soit 48 pages,  2016 (DL 09/2016)  (ISBN 978-2-87151-100-7)
12. La Chambre rouge
Édition originale : 46 planches soit 48 pages, 2017 (DL 09/2017)  (ISBN 978-2-87151-090-1)
13. L'Or de Malacca
Édition originale : 46 planches soit 48 pages, 2018 (DL 05/2018)  (ISBN 978-2-87151-091-8)

### ÉditionsSoleil
Série Harry Dickson, le Sherlock Holmes américain
- 1 L'Île des possédés, Soleil Productions, octobre 1992
Scénario : Richard D. Nolane - Dessin : Olivier Roman - Couleurs : Alain Sirvent
  - réédition avec nouvelle couverture, nouveau logo et nouvelle 4e de couverture, juillet 1994
  - réédition avec nouvelle couverture, nouveau logo et nouvelle 4e de couverture, janvier 2013
- 2 Le Démon de Whitechapel, Soleil Productions, juillet 1994
Scénario : Richard D. Nolane - Dessin : Olivier Roman - Couleurs : Jean-Jacques Chagnaud
  - réédition avec nouvelle couverture, nouveau logo et nouvelle 4e de couverture, février 2013
- 3 Les Amis de l'enfer, Soleil Productions, juillet 1995
Scénario : Richard D. Nolane - Dessin : Olivier Roman - Couleurs : Jean-Jacques Chagnaud
  - réédition avec nouvelle couverture, nouveau logo et nouvelle 4e de couverture, mars 2013
- 4 L'Ombre de Blackfield, Soleil Productions, janvier 1997
Scénario : Richard D. Nolane - Dessin : Olivier Roman - Couleurs : Patricia Faucon
  - réédition avec nouvelle couverture, nouveau logo et nouvelle 4e de couverture, avril 2013
- 5 La Nuit du météore, Soleil Productions, juin 1998
Scénario : Richard D. Nolane - Dessin : Olivier Roman - Couleurs : Patricia Faucon
  - réédition avec nouvelle couverture, nouveau logo et nouvelle 4e de couverture, mai 2013
- INT Intégrale tomes 1 à 4, Soleil Productions, novembre 1998
Scénario : Richard D. Nolane - Dessin : Olivier Roman - Couleurs : divers
- 6 Terreur jaune[16], Soleil Productions, février 2000
Scénario : Richard D. Nolane - Dessin : Olivier Roman - Couleurs : Patricia Faucon
  - réédition avec nouvelle couverture, nouveau logo et nouvelle 4e de couverture, juin 2013
- 7 Les Loups de Darkhenge, Soleil Productions, mars 2001
Scénario : Richard D. Nolane - Dessin : Olivier Roman - Couleurs : Patricia Faucon
  - réédition avec nouvelle couverture, nouveau logo et nouvelle 4e de couverture, juillet 2013
- 8 Le Sanctuaire du Grand Ancien, Soleil Productions, avril 2002
Scénario : Richard D. Nolane - Dessin et couleurs : Olivier Roman
  - réédition avec nouvelle couverture, nouveau logo et nouvelle 4e de couverture, août 2013
- 9 Le Secret de Raspoutine, Soleil Productions, mai 2003
Scénario : Richard D. Nolane - Dessin et couleurs : Olivier Roman
  - réédition avec nouvelle couverture, nouveau logo et nouvelle 4e de couverture, septembre 2013
- 10 La Sorcière du Kent, Soleil Productions, janvier 2004
Scénario : Richard D. Nolane - Dessin : Olivier Roman - Couleurs : Olivier Astier
  - réédition avec nouvelle couverture, nouveau logo et nouvelle 4e de couverture, octobre 2013
- 11 Le Semeur d'angoisse, Soleil Productions, avril 2005
Scénario : Richard D. Nolane - Dessin : Olivier Roman - Couleurs : Olivier Astier
  - réédition avec nouvelle couverture, nouveau logo et nouvelle 4e de couverture, janvier 2014
- 12 Le Diable du Devonshire, Soleil Productions, septembre 2008
Scénario : Richard D. Nolane - Dessin : Olivier Roman - Couleurs : Olivier Astier
  - réédition avec nouvelle couverture, nouveau logo et nouvelle 4e de couverture, février 2014
- 13 L'Héritage maudit de Rennes-le-Château, Soleil Productions, septembre 2009
Scénario : Richard D. Nolane - Dessin : Olivier Roman - Couleurs : Olivier Astier
  - réédition avec nouvelle couverture, nouveau logo et nouvelle 4e de couverture, mars 2014
- INT Intégrale tomes 1 à 3, Soleil Productions, mai 2010
Scénario : Richard D. Nolane - Dessin : Olivier Roman - Couleurs : divers
- INT Intégrale tomes 4 à 6, Soleil Productions, mai 2010
Scénario : Richard D. Nolane - Dessin : Olivier Roman - Couleurs : divers

### ÉditionsGrand West Éditions
- scénario de Brice Tarvel, dessin et couleurs de Christophe Alvès

1. La Maison borgne, 46 planches soit 48 pages, 2014 (DL 06/2014)  (ISBN 979-1-09-146846-6)[17]

### ÉditionsDupuis
- scénario de Doug Headline et Luana Vergari, dessin de Onofrio Catacchio

1. Harry Dickson, Tome 1 : Mysteras, 64 pages, mai 2023 (DL 05/2023)  (ISBN 979-1-03-476900-1) [18],[19]
2. Harry Dickson, Tome 2 : La Cour d’épouvante, 64 pages, mai 2024 (DL 05/2024)  (ISBN 978-2-80-850147-7)